# Роза дамасская
Роза дамасская (лат. Rósa × damascena) — многолетний кустарник; вид секции Gallicanae рода Шиповник семейства Розовые (Rosaceae).
Rosa × damascena с давних времён выращивается в странах Ближнего Востока. Имеются сведения о выращивании Rosa × damascena в садах Римской империи, повторно в Европу была завезена из Сирии в 1875 году.
В прошлом предполагалось, что дамасская роза (Rosa damascena Mill) — это древний гибрид Rosa gallica и Rosa canina. Но анализ ДНК четырёх старинных сортов дамасских роз ('York and Lancaster', 'Kazanlik', 'Quatre Saisons' и 'Quatre Saisons Blanc Mousseux') показал, что они произошли от общего предка гибридного происхождения, родительскими видами были: (Rosa moschata × Rosa gallica) × Rosa fedschenkoana.
Является родоначальником класса старых садовых роз — Дамасские розы.

## Ботаническое описание
Многолетний ветвистый кустарник до 1,5 м в высоту. Стебли утолщённые, ветви с шипами различных типов: а) крепкими, немного сплюснутыми, крючковидно-изогнутыми, обычно красноватыми и б) щетиновидными шипиками, изредка рассеянными на цветоносных побегах.
Листья крупные, длиной 12—15 см. Прилистники явственно железисто-реснитчатые, шириной 3—3,5 мм. Главный стержень обильно усеян короткими волосками. Листочки яйцевидно-ланцетные, городчатые, сверху обычно голые или с единичными волосками, блестящие, реже матовые, снизу по всей поверхности опушённые.
Соцветия полузонтичные или многоцветковые метельчатые.
Цветки крупные, 6—7 см в диаметре. Цветоножки железисто-щетинистые, длиной 2,5—3 см. Чашелистики с небольшими перистыми придатками, после цветения расставлены в стороны или подняты вверх. Лепестки от бледно-розовых до розовых.
Плоды грушевидные, красные, обычно гладкие.
Цветение однократное в июне — июле.

## Таксономия
Rosa damascena Mill. The Gardeners Dictionary: eighth edition: Rosa no. 15. 1768.
Синоним
Rosa gallica var. damascena Voss, Vilm. Blumengärtn. ed.3 1: 254. 1894.

### Формы
- Rosa × damascena f. trigintipetala (Dieck) R.Keller, Synopsis der mitteleuropaïschen Flora. 1896 — Казанлыкская роза[5].
- Rosa × damascena f. versicolor (Weston) Rehder, Bibliography of cultivated trees and shrubs. 1949.

## Агротехника
В районе Киева зимует без укрытия, но в холодные и малоснежные зимы частично вымерзает.

## Использование
Лепестки используются для приготовления душистого варенья.
Среди роз, выращиваемых для изготовления розового масла, роза дамасская занимает ведущее положение. Разновидность дамасской розы — казанлыкская роза (Rosa damascena var. trigintipetala) является объектом промышленного разведения в качестве эфиромасличной культуры, из её лепестков добывают розовое масло в Болгарии (в прошлом в Бессарабии, Крыму и на Кавказе), из лепестков приготовляют варенье, алкогольные настойки и чаи с ароматом розы, а маслом ароматизируют рахат-лукум. Розовое масло является основной или дополняющей составляющей многих косметических продуктов (кремов, мыл, туалетных вод), производимых в другом районе добычи маслодайной розы, долина города Карлово.
Сухие лепестки розы используют для приготовления «чая», или как дополняющий аромат к чайным лепесткам.
В рахат-лукум когда-то добавляли лепестки или само масло дамасской розы.